# مايكل ماكاك
مايكل ماكاك (بالإنجليزية: Michael Macaque) (مواليد 15 أغسطس 1974) هو ملاكم موريشيوسي، مثّل بلاده في الألعاب الأولمبية الصيفية 2000.

## روابط خارجية
مايكل ماكاك على موقع أوليمبيديا (الإنجليزية)
- مايكل ماكاك على موقع اتحاد ألعاب الكومنولث (مؤرشف) (الإنجليزية)